# Chuck Smith (Leichtathlet)
Chuck Smith (eigentlich Charles Kenneth Smith; * 12. März 1949 in Chicago) ist ein ehemaliger US-amerikanischer Sprinter.
Bei den Olympischen Spielen 1972 in München wurde er Fünfter über 200 m.
Über dieselbe Distanz wurde er 1972 US-Meister.

## Persönliche Bestzeiten
- 100 Yards: 9,3 s, 10. April 1971, San Diego
- 100 m: 10,2 s, 13. Mai 1972, Fresno
- 200 m: 20,55 s, 4. September 1972, München (handgestoppt: 20,4 s, 26. Juni 1971, Eugene)